# Pedro Núñez de Prado
Pedro Antonio Núñez de Prado y Fernández-Polanco (Valladolid, 1638-Madrid, 19 de marzo de 1699) fue un hombre de estado español al servicio de Carlos II. 

## Biografía
Hijo de Antonio Núñez de Prado, quien fue abogado del Santo Oficio y de la Real Audiencia y Chancillería de Valladolid, y su segunda mujer, Jerónima Fernández-Polanco de Araujo y Oviedo, natural de Medina del Campo, Valladolid.
A lo largo de su carrera política fue corregidor de Salamanca y de Palencia y alguacil mayor de la Chancillería de Valladolid, y a partir de 1691, bajo la protección del confesor del rey Pedro Matilla, fue nombrado conde de Adanero, villa cuya jurisdicción había adquirido su padre en 1643, ocupando sucesivamente los cargos de asistente de Sevilla, presidente del Consejo de Hacienda y presidente del Consejo de Indias.
De su matrimonio con Leonor Esquina Portocarrero tuvo un hijo, llamado José Antonio.
| Predecesor: José de Solís y Valderrábano | Asistente de Sevilla Junio - noviembre de 1692                       | Sucesor: Juan de Valenzuela y Venegas        |
| Predecesor: Bartolomé Espejo y Cisneros  | Presidente del Consejo de Hacienda Noviembre de 1692 - enero de 1696 | Sucesor: Sebastián de Cotes                  |
| Predecesor: José de Solís y Valderrábano | Presidente del Consejo de Indias Enero de 1696 - enero de 1699       | Sucesor: Juan Francisco Pacheco Téllez-Girón |